# مارتن براون (فنان قتال مختلط)
مارتن براون (بالإنجليزية: Martin Brown)‏ هو فنان قتال مختلط أمريكي، ولد في 17 أغسطس 1984 في الولايات المتحدة.

## وصلات خارجية
- مارتن براون على موقع شيردوغ (الإنجليزية)
- مارتن براون على موقع Tapology.com (الإنجليزية)
- مارتن براون على موقع إي إس بي إن (الإنجليزية)
- مارتن براون على موقع IMDb (الإنجليزية)